# Rimae Riccioli
Le Rimae Riccioli sono una struttura geologica della superficie della Luna.